# Arc de Trajan (Makthar)
Pour les articles homonymes, voir Arc de Trajan.
L'arc de Trajan à Mactaris, l'actuelle Makthar en Tunisie, est un arc de triomphe romain à une seule arche, érigé en 116 en l'honneur de l'empereur Trajan.
L'arc forme l'entrée du forum, construit au début du IIe siècle, dont il occupe le côté sud avec des portiques sur trois côtés. Le passage de l'arc est flanqué de demi-colonnes d'ordre corinthien, qui reposent sur des piédestaux échancrés. Elles portent un entablement ionique composé d'une architrave et d'une zone de frise lisse sur laquelle est apposée l'inscription dédicatoire. Au-dessus suit un fronton triangulaire orné de denticules, de cimaises ioniques et de perles. Cette architecture est encadrée par une demi-colonne plus grande de chaque côté des piliers de l'arc. Elles reposent également sur des piédestaux échancrés et portaient un geison au-dessus des chapiteaux. Toutefois, une zone d'entablement avec architrave et frise semble absente. Au-dessus se trouvait une attique, dont l'utilité reste inconnue.
La date de construction de l'arc est déduite de celle du règne de Trajan. L'inscription inscrite dessus est la suivante :
« IMP·CAESARI·DIVI·NERVAE·F·NERVAE·TRAIANO·OPTIMO·AUG GERMANICO·PARTHICO·P·M·TRIB·POTEST·XX·IMP·XII·COS·VI […] CAECILIUS· [F]AUSTINUS·PROCOS·DEDIC·D·D·P·P »
« Au Imperator César Nerva Trajan, fils du divin Nerva, le meilleur Auguste, le vainqueur des Germains, des Arméniens et des Parthes, le pontifex maximus, qui a reçu pour la vingtième fois la puissance tribunitienne et pour la douzième fois l'acclamation impériale et qui a été consul pour la sixième fois, [cet arc] a été érigé par décret des décurions avec des fonds publics […] le proconsul Caecilius [F]austinus. »
L'arc est érigé à l'occasion de l'octroi de la citoyenneté romaine à une partie de l'élite locale de Mactaris sous le règne de Trajan ainsi que de la construction d'un nouveau quartier.